# نيكوفيورانوز
نيكوفيورانوز مادة مشتقة من الناياسين وتحمل بعض خواص أدوية تخفيض الكوليسترول .
توجد بعض الدراسات القليلة حول نيكوفيورانوز لكن هذه المادة غير متوفرة كعلاج متداول .

## روابط خارجية ومصادر
- Contribution to the therapy of blood circulation disorders with tetranicotinoyl-fructofuranose (Nicofuranose)
- Nicotinic acid plasma concentrations after ingestion of 1,3,4,6-tetranicotinoyl-fructo-furanose (tetranicotinoylfructose, nicofuranose)
- Nicofuranose - CAS # 15351-13-0
- معلومات عامة حول نيكوفيورانوز
- CHEMICAL COMPOUNDS DATABASE